# Helena Puhar
Helena Puhar, slovenska pedagoška svetovalka, pisateljica in urednica, * 18. oktober 1920, Kranj, † 30. april 1968, Ljubljana.

## Življenjepis
Puharjeva je leta 1941 opravila maturo na učiteljišču v Mariboru in se nato za eno leto zaposlila kot učiteljica v Beli krajini ter nato odšla v partizane, kjer je opravljala agitacijsko-propagandno delo; med drugim je bila tudi članica vodstva Slovenske protifašistične ženske zveze. Po koncu vojne je bila urednica revije Naša žena in svetovalka mladih v časopisu Mladina. Nato je 1955 v Ljubljani pomagala ustanoviti Vzgojno posvetovalnico, kasnejši Svetovalni center za otroke, mladostnike in starše. Tu je delala do 1968, več let tudi kot direktorica. Predvsem pa se je uveljavila kot zagovornica neavtoritativne, do otrok prijazne vzgoje in kot pobudnica širjenja spolne vzgoje med šolarji. Prejela je Žagarjevo nagrado.

## Delo
O razmerjih med starši in otroki, vzgojnih težavah in stiskah je napisala in objavila v poljudni in strokovni periodiki veliko tekstov in več samostojnih knjig.
- Ali smo starši res odpovedali (COBISS)
- Vzgoja za današnji čas (Ljubljana 1973)
- Matjaž in Alenka (Ljubljana, 1961)
- O spolni vzgoji (Ljubljana, 1956)